# USS Gabilan (SS-252)
USS Gabilan (SS-252) là một tàu ngầm lớp Gato từng phục vụ cùng Hải quân Hoa Kỳ trong Chiến tranh Thế giới thứ hai. Nó là chiếc tàu chiến duy nhất của Hải quân Hoa Kỳ được đặt cái tên này, theo tên một loài kỳ giông. Nó đã phục vụ trong suốt Thế chiến II, thực hiện tổng cộng sáu chuyến tuần tra, đánh chìm ba tàu Nhật Bản với tổng tải trọng 1.354 tấn. Được cho ngừng hoạt động sau khi xung đột chấm dứt vào năm 1946, con tàu cuối cùng bị bán để tháo dỡ vào năm 1960. Gabilan được tặng thưởng bốn Ngôi sao Chiến trận do thành tích phục vụ trong Thế Chiến II.

## Thiết kế và chế tạo
Lớp tàu ngầm Gato được thiết kế cho mục đích một tàu ngầm hạm đội nhằm có tốc độ trên mặt nước cao, tầm hoạt động xa và vũ khí mạnh để tháp tùng hạm đội chiến trận. Con tàu dài 311 ft 9 in (95,02 m) và có trọng lượng choán nước 1.525 tấn Anh (1.549 t) khi nổi và 2.424 tấn Anh (2.463 t) khi lặn. Chúng trang bị động cơ diesel dẫn động máy phát điện để cung cấp điện năng cho bốn động cơ điện, đạt được công suất 5.400 shp (4.000 kW) khi nổi và 2.740 shp (2.040 kW) khi lặn, cho phép đạt tốc độ tối đa 21 hải lý trên giờ (39 km/h) và 9 hải lý trên giờ (17 km/h) tương ứng. Tầm xa hoạt động là 11.000 hải lý (20.000 km) khi đi trên mặt nước ở tốc độ 10 hải lý trên giờ (19 km/h) và có thể hoạt động kéo dài đến 75 ngày và lặn được sâu tối đa 300 ft (90 m).
Lớp tàu ngầm Gato được trang bị mười ống phóng ngư lôi 21 in (530 mm), gồm sáu ống trước mũi và bốn ống phía phía đuôi tàu, chúng mang theo tối đa 24 quả ngư lôi. Vũ khí trên boong tàu gồm một hải pháo 3 inch/50 caliber, và thường được tăng cường một khẩu pháo phòng không Bofors 40 mm nòng đơn và một khẩu đội Oerlikon 20 mm nòng đôi, kèm theo súng máy .50 caliber và .30 caliber. Tiện nghi cho thủy thủ đoàn bao gồm điều hòa không khí, thực phẩm trữ lạnh, máy lọc nước, máy giặt và giường ngủ cho hầu hết mọi người, giúp họ chịu đựng cái nóng nhiệt đới tại Thái Bình Dương cùng những chuyến tuần tra kéo dài đến hai tháng rưỡi.
Gabilan được đặt lườn tại xưởng tàu của hãng Electric Boat Company ở Groton, Connecticut vào ngày 5 tháng 1,  1943. Nó được hạ thủy vào ngày 19 tháng 9,  1943, được đỡ đầu bởi bà Eleanor James, phu nhân Chuẩn đô đốc Jules James, và được cho nhập biên chế cùng Hải quân Hoa Kỳ vào ngày 28 tháng 12,  1943 dưới quyền chỉ huy của Hạm trưởng, Trung tá Hải quân K. R. Wheland.

## Lịch sử hoạt động

### 1944
Sau khi hoàn tất việc chạy thử máy huấn luyện tại các vùng biển ngoài khơi New London, Connecticut và Newport, Rhode Island, Gabilan tham gia vào nhiệm vụ huấn luyện chống tàu ngầm tại Key West, Florida trước khi chuẩn bị để được điều động sang khu vực Mặt trận Thái Bình Dương. Nó khởi hành từ Căn cứ Tàu ngầm Hải quân New London, băng qua kênh đào Panama và đi đến Trân Châu Cảng vào ngày 23 tháng 3, 1944.

#### Chuyến tuần tra thứ nhất và thứ hai
Gabilan rời vùng biển quần đảo Hawaii cho chuyến tuần tra đầu tiên từ ngày 21 tháng 4 và kéo dài cho đến ngày 6 tháng 6. Chiếc tàu ngầm hoạt động trinh sát tại khu vực quần đảo Mariana nhằm thu thập tin tức tình báo chuẩn bị cho cuộc đổ bộ tại đây. Trong chuyến tuần tra tiếp theo từ ngày 29 tháng 6 đến ngày 18 tháng 8, nó hoạt động tại vùng bờ biển phía Nam đảo Honshū. Vào đêm 17 tháng 7, nó phát hiện mục tiêu qua radar, theo đuổi qua vùng nước nông đầy đá ngầm và rạn san hô, và cuối cùng đã đánh chìm một tàu quét mìn (492 tấn).

#### Chuyến tuần tra thứ ba
Trong chuyến tuần tra thứ ba từ ngày 26 tháng 9 đến ngày 12 tháng 11, Gabilan tham gia một đội phối hợp tác chiến "Bầy sói" vốn còn bao gồm các tàu ngầm Besugo (SS-321) và Ronquil (SS-396). Đơn vị đã tuần tra tại eo biển Bungo nhằm canh chừng những tàu chiến Nhật Bản có thể rời vùng biển nhà để ngăn chặn Chiến dịch giải phóng Philippines. Họ tiếp tục hoạt động các lối tiếp cận eo biển Kii, và vào ngày 31 tháng 10 nó đã phóng một quả ngư lôi đánh chìm Kaiyō số 6, một tàu khảo sát đại dương thuộc lớp Kaiyō số 1. Nó kết thúc chuyến tuần tra tại Saipan vào ngày 12 tháng 11, và tiếp tục đi đến Brisbane, Australia để được tái trang bị.

### 1945

#### Chuyến tuần tra thứ tư
Trong chuyến tuần tra thứ tư tại khu vực biển Đông  từ ngày 29 tháng 12, 1944 đến ngày 15 tháng 2, 1945, Gabilan tham gia một đội tấn công "Bầy sói" bao gồm các tàu ngầm Perch (SS-313) và Barbel (SS-316). Đơn vị hoạt động tại lối tiếp cận phía Nam eo biển Palawan và lối tiếp cận phía Tây eo biển Balapac nhằm canh chừng các thiết giáp hạm Ise và Hyūga, được cho là sẽ can thiệp vào cuộc đổ bộ của lực lượng Đồng Minh lên Luzon, Philippines. Đơn vị không phát hiện được đối thủ, nhưng thường xuyên bị máy bay đối phương truy lùng, và phải đối đầu với nhiều quả thủy lôi trôi nổi trên biển.
Trên đường băng qua biển Java để quay trở về căn cứ tại Fremantle, Australia, Gabilan bị đối phương phát hiện và phải chịu đựng nhiều quả mìn sâu ném từ máy bay, rồi sau đó từ một tàu rải mìn với hai lượt tấn công và 20 quả mìn sâu nữa, nhưng chỉ gây hư hại nhẹ cho chiếc tàu ngầm. Trên đường đi nó lại bắt gặp một tàu ngầm lạ khơi trời còn nhá nhem lúc rạng sáng; nó may mắn nhận diện ra đó là tàu ngầm HMS Spiteful (P227) của Hải quân Hoàng gia Anh vào những giây cuối cùng trước khi nổ súng.

#### Chuyến tuần tra thứ năm
Trong chuyến tuần tra thứ năm từ ngày 20 tháng 3 đến ngày 28 tháng 5, Gabilan tiếp tục hoạt động trong thành phần một đội "Bầy sói", bao gồm các tàu ngầm Charr (SS-328) và Besugo (SS-321). Tuần tra tại khu vực biển Celebes vào ngày 4 tháng 4, đơn vị theo đuổi một mục tiêu trong suốt bốn ngày tiếp theo, là tàu tuần dương hạng nhẹ Isuzu được bốn tàu hộ tống bảo vệ. Khoảng 16 giờ 00 ngày 6 tháng 4, Besugo phóng chín quả ngư lôi nhắm vào đội hình đối phương, đánh trúng và làm đắm chiếc Tàu quét mìn số 12, và chiếc tàu tuần dương tiếp tục tiến vào vịnh Bima trong đêm đó. Đến 06 giờ 05 phút sáng hôm sau, Isuzu trúng phải một trong loạt năm quả ngư lôi phóng bởi Gabilan vào mạn trái bên dưới cầu tàu, bị nghiêng và ngập nước phía mũi tàu, tốc độ giảm còn 10 kn (19 km/h). Đến 08 giờ 43 phút, Charr phóng một loạt bốn quả ngư lôi ở khoảng cách 1.200 yd (1.100 m), trúng đích hai quả vào phòng động cơ phía sau của Isuzu; Charr phóng bồi thêm hai quả ngư lôi và trúng đích một, cuối cùng đến 08 giờ 43 phút Isuzu bị cắt rời phần mũi, lật úp qua mạn trái và đắm tại tọa độ 07°38′N 118°09′Đ / 7,633°N 118,15°Đ.
Đến sáng 14 tháng 4, Gabilan phóng ngư lôi đánh chìm một tàu chở hàng nhỏ, và đánh trúng gây hư hại cho hai tàu khác của cùng đoàn tàu. Nó tiếp ở lại phía Nam đảo Hải Nam, phá hủy các quả thủy lôi trôi nổi trước khi quay trở về Trân Châu Cảng vào ngày 28 tháng 5 để tái trang bị.

#### Chuyến tuần tra thứ sáu
Trong chuyến tuần tra thứ sáu, cũng là chuyến cuối cùng, từ ngày 20 tháng 6 đến ngày 17 tháng 8, Gabilan hoạt động ngoài khơi vịnh Tokyo để tìm kiếm và giải cứu phục vụ cho các hoạt động không kích của tàu sân bay xuống chính quốc Nhật Bản. Nó đã giải cứu sáu người thuộc đội bay của hai máy bay ném bom-ngư lôi, rồi tiến sâu vào vịnh Tokyo trong tầm bắn pháo bờ biển đối phương, dưới sự bảo vệ của sáu máy bay tiêm kích Hải quân F6F Hellcat để giải cứu thêm ba người thuộc một đội bay khác. Trên đường rút ra chiếc tàu ngầm còn phá hủy một quả thủy lôi trôi nổi bằng hải pháo. Đến ngày 1 tháng 8, nó gặp gỡ tàu ngầm Toro (SS-422) để tiếp nhận ba phi công Hải quân Anh được chiếc này giải cứu trước đó. Gabilan đã giải cứu tổng cộng 17 thành viên các đội bay trong lượt hoạt động này.
Gabilan đang trên đường quay trở về Trân Châu Cảng khi Nhật Bản chấp nhận đầu hàng vào ngày 15 tháng 8, giúp chấm dứt vĩnh viễn cuộc xung đột. Nó tiếp tục ghé đến San Francisco, California và kênh đào Panama trong chặng đường quay về vùng bờ Đông Hoa Kỳ, về đến New London, Connecticut, nơi con tàu được cho xuất biên chế vào ngày 23 tháng 2, 1946, và được đưa về Hạm đội Dự bị Đại Tây Dương. Tên nó được cho rút khỏi danh sách Đăng bạ Hải quân vào ngày 1 tháng 6, 1959, và con tàu bị bán để tháo dỡ vào ngày 15 tháng 12, 1959.

## Phần thưởng
Gabilan được tặng thưởng bốn Ngôi sao Chiến trận do thành tích phục vụ trong Thế Chiến II. Nó được ghi công đã đánh chìm ba tàu Nhật Bản với tổng tải trọng 1.354 tấn.
|  |                                                       |  |
|  | Bronze star · Bronze star · Bronze star · Bronze star |  |

| Dãi băng Hoạt động Tác chiến  |                                                                         |                                      |
| Huân chương Chiến dịch Hoa Kỳ | Huân chương Chiến dịch Châu Á-Thái Bình Dương với 4 Ngôi sao Chiến trận | Huân chương Chiến thắng Thế Chiến II |